# Cristall
|  | No s'ha de confondre amb vidre. |

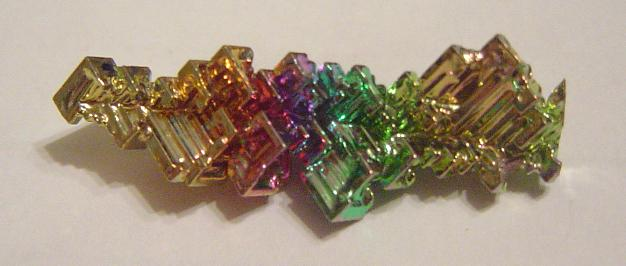
Cristall de bismut

Un cristall és una forma sòlida, en què els constituents, àtoms, molècules, o ions, estan empaquetats de manera ordenada i amb patrons de repetició que s'estenen en les tres dimensions espacials. La cristal·lografia és l'estudi dels cristalls i de la seva formació (cristal·logènesi).
Inicialment el nom provenia de "kryos" que significa fred, al·ludint a la formació del gel a partir de l'aigua. Posteriorment el nom va canviar de connotació en referir-se més aviat a la transparència, per la qual cosa els grecs van donar el nom "krystallos" al quars, creient inicialment que es tractava d'una varietat de gel que no es liquava a temperatura ambient.
Encara que en certs llocs, especialment Espanya, el vidre se sol confondre amb un tipus de vidre, en realitat no presenta l'ordenament de llarg abast necessari per ser considerat com a tal. El vidre, a diferència d'un vidre, presenta ordenament només de curt abast, per la qual cosa se'l considera no cristal·lí.
Els cristalls es distingeixen dels sòlids amorfs no només per la seva geometria regular, sinó també per l'anisotropia de les seves propietats, que no són les mateixes en totes les direccions, i per l'existència d'elements de simetria.
Els vidres periòdics estan formats per entitats (àtoms, molècules, ions, o grups d'ells) disposades de forma regular seguint un esquema determinat (Cel·la unitat) que es reprodueix per translació a tot el vidre i que crea una xarxa tridimensional.
De l'estudi de l'estructura, la composició, la formació i les propietats dels vidres se n'ocupa la cristal·lografia.

## Cristall i vidre

Sílice en estat vitri

Mentre que el terme cristall té un significat precís dins de la ciència i enginyeria, col·loquialment es fa servir com a sinònim de vidre, el qual per la seva natura és l'antítesi dels cristalls a què es refereix la física de l'estat sòlid. En la majoria dels casos, per a fabricar aquests materials vitris cal refredar un fluid molt ràpidament de manera que els àtoms no puguin viatjar als seus llocs d'enreixat abans que perdin la mobilitat. Aquests materials no cristal·lins, que no tenen cap ordre de llarg abast, s'anomenen sòlids amorfs o vidriosos. L'exemple més conegut d'aquesta mena de materials és el vidre, però n'existeixen molts més.

## Tipus de vidres
Excepte el vidre i les substàncies amorfes, l'estructura de les quals no apareix ordenada sinó desorganitzada, tota la matèria sòlida es troba en estat cristal·lí. En general, es presenta en forma d'agregat de petits vidres (policristal·lins) com al gel, les roques molt dures, els maons, el formigó, alguns plàstics, els metalls, els ossos, encara que és possible trobar a la natura monocristalls de mida considerable, tals com els trobats a la Cova dels cristalls (Naica).

Altres exemples de sòlids cristal·lins són el sucre, la sal, les pedres precioses i la majoria dels minerals, dels quals alguns s'utilitzen en la tecnologia moderna per les seves sofisticades aplicacions, com el quars dels oscil·ladors o els semiconductors dels dispositius electrònics.

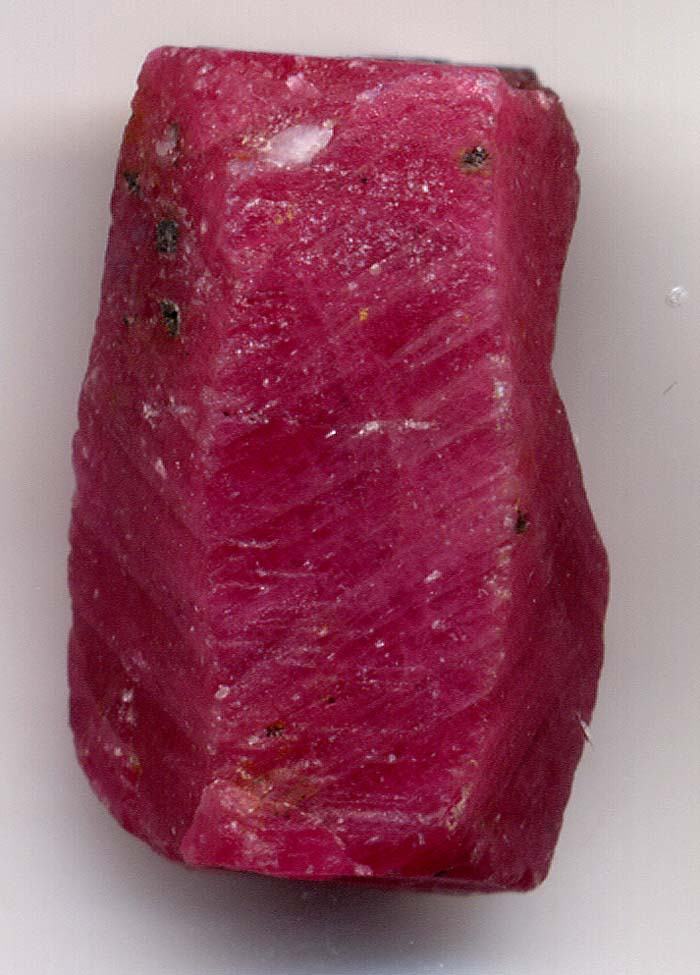
Cristall de rubí abans de ser polit i ressanat.

### Vidres iònics
Els cristalls iònics tenen com a característica fonamental que involucren interaccions electroestàtiques entre ions (Enllaç iònic). En general són durs i alhora trencadissos. Exemples: KCl, CsCl, ZnS i CF2. La majoria dels cristalls iònics tenen punts de fusió alts, la qual cosa reflecteix la gran força de cohesió que manté junts als ions. La seva estabilitat depèn en part de la seva energia reticular; com més gran sigui aquesta energia, més estable serà el compost.

### Vidres covalents
Els àtoms dels vidres covalents es mantenen units en una xarxa tridimensional únicament per enllaços covalents. El diamant, al·lòtrop del carboni, n'és un bon exemple. A causa dels seus enllaços covalents forts en tres dimensions, el diamant presenta una duresa particular i un punt de fusió elevat. El quars és un altre exemple de vidre covalent. La distribució dels àtoms de silici al quars és semblant a la del carboni en el diamant, però al quars hi ha un àtom d'oxigen entre cada parell d'àtoms de silici.

### Vidres moleculars
En un vidre molecular, els punts reticulars estan ocupats per molècules que es mantenen unides per forces de van der Waals i/o d'enllaços d'hidrogen. El diòxid de sofre (SO2) sòlid és un exemple de vidre molecular, igual que els vidres de I2, P4 i S8. A excepció del gel, els vidres moleculars solen empaquetar-se tan junts com la seva forma i mida ho permetin. Com que les forces de van der Waals i els enllaços d'hidrogen són més febles que els enllaços iònics o covalents, els vidres moleculars solen ser trencadissos i la majoria fonen a temperatures menors de 100 °C.

### Vidres metàl·lics
Els vidres metàl·lics es caracteritzen per un tipus d'enllaç en què el total dels àtoms comparteixen un núvol electrònic que s'estén per tot el vidre, donant als metalls la seva opacitat, brillantor i conductivitat elèctrica i tèrmica característics. L'estructura dels vidres metàl·lics és més simple perquè cada punt reticular del vidre és ocupat per un àtom del mateix metall. Els vidres metàl·lics regularment tenen una estructura cúbica centrada en el cos o en les cares; també poden ser hexagonals d'empaquetament compacte, per la qual cosa solen ser molt densos. Les seves propietats varien d'acord amb l'espècie i van des de tous a durs i amb punts de fusió de baixos a alts, però tots en general són bons conductors de calor i electricitat.

## Formació natural espontània

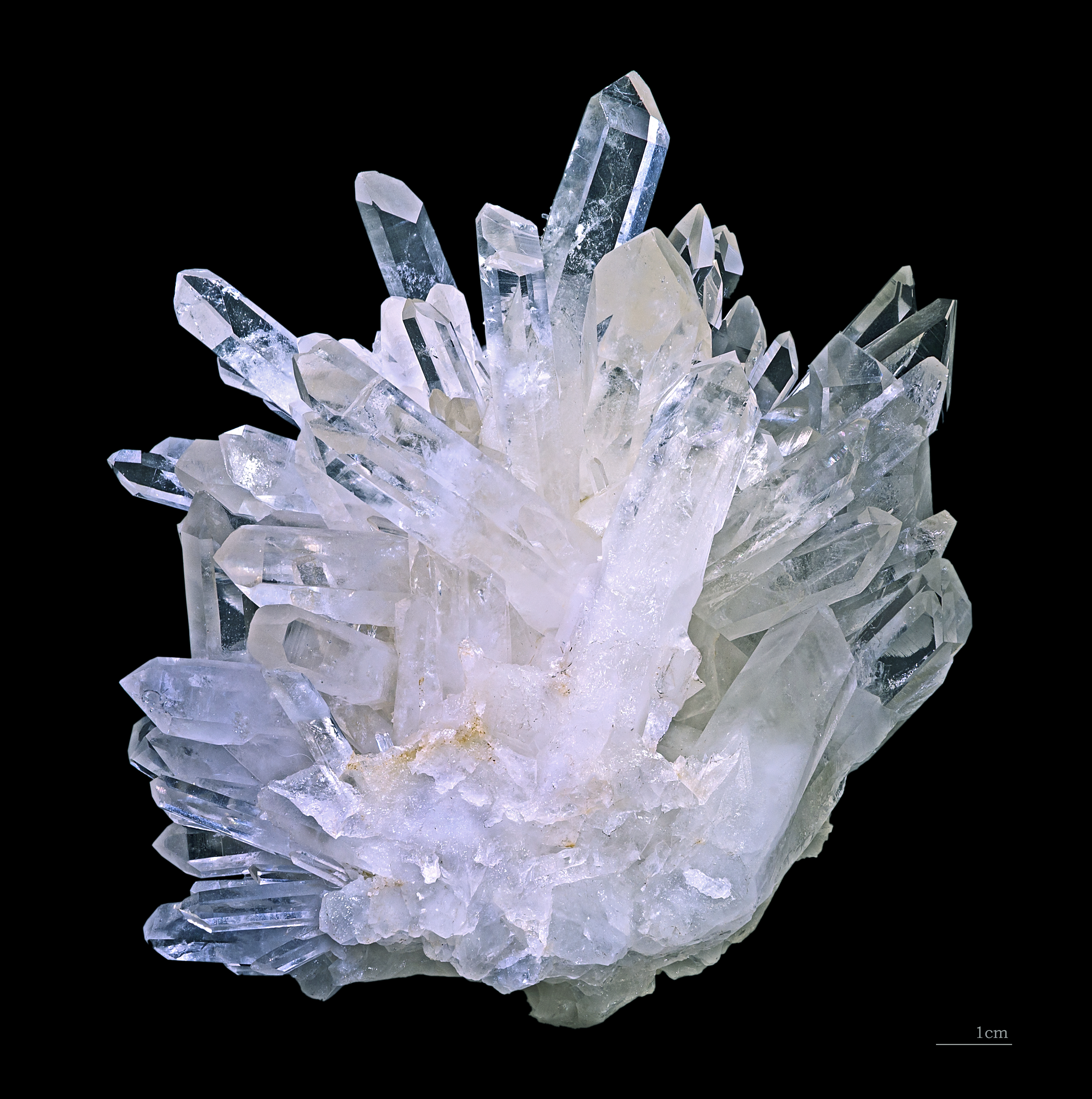
Cristall de quars

Les diverses formes de tals cristalls es troben en la natura. La forma d'aquests cristalls és dependent del tipus d'enllaços moleculars entre els àtoms per determinar l'estructura, així com de les condicions sota les quals s'han format. Els flocs de neu, els diamants i la sal són exemples comuns de cristalls.
Les substàncies poden formar cristalls quan sofreixen un procés de solidificació, ja sigui pel pas de líquid a sòlid, de gas a sòlid o per la precipitació d'una dissolució saturada. Sota condicions ideals, el resultat pot ser un cristall senzill, on tots els àtoms en el sòlid caben al mateix enreixat o estructura cristal·lina, però, generalment, molts cristalls es formen simultàniament durant la solidificació, portant a un sòlid policristal·lí. La majoria dels metalls que es troben en la vida diària són policristalls. Els cristalls creixen junts simètricament formant parelles bessones.
Quina estructura cristal·lina formarà el fluid dependrà de la substància química del fluid, les condicions sota les quals s'està solidificant, i també de la pressió ambiental. Al procés de formació d'una estructura cristal·lina se'l coneix amb el nom de cristal·lització.

## Síntesi

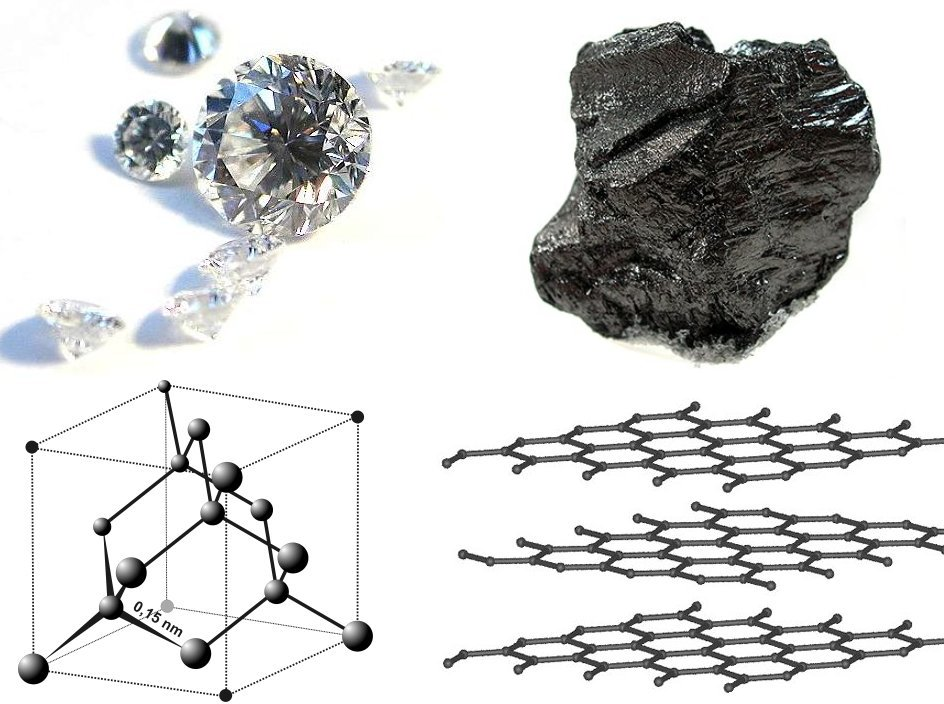
Estructures cristal·lines del diamant i del grafit

Les estructures cristal·lines ocorren en totes les classes de materials, amb tots els tipus d'enllaços químics. Gairebé tots el metalls existeixen en un estat policristal·lí; els metalls amorfs o monocristal·lins s'han de produir sintèticament, sovint amb gran dificultat. Els cristalls amb enllaços iònics es poden formar bé des d'un fluid fos o per precipitació d'una dissolució.
Els cristalls amb enllaç covalent són també molt comuns, exemples notables en són el diamant, la sílice, i el grafit. Els materials de polímer generalment formaran regions cristal·lines, però les llargades de les molècules normalment eviten una completa cristal·lització. Les forces més dèbils de Van der Waals també poden tenir un paper important en una estructura cristal·lina; per exemple, aquest tipus d'enllaç dèbil manté unides les capes hexagonals del grafit i expliquen la seva tendència a l'exfoliació.

## Defectes

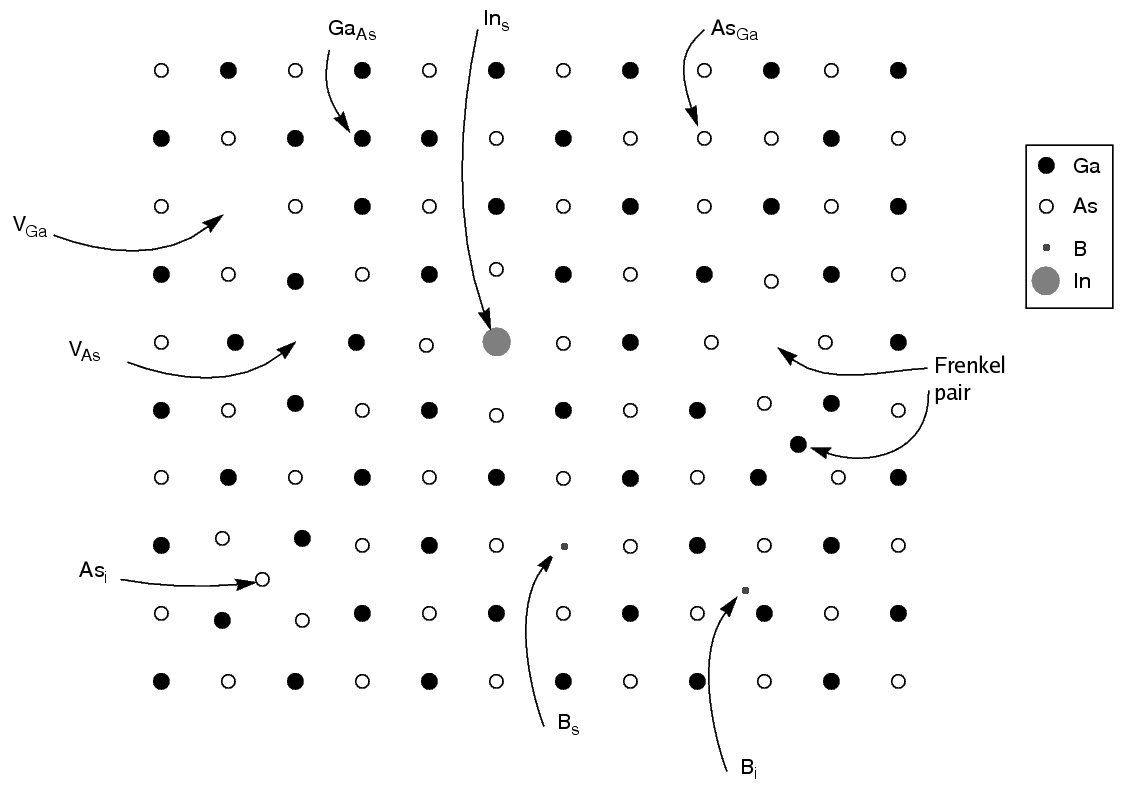
Esquema mostrant alguns tipus de defectes

La majoria dels cristalls tenen una varietat de defectes cristal·logràfics, que apareixen per causes diverses: deformacions mecàniques, refredament excessivament ràpid, defectes produïts per la radiació, impureses, etc.
Els defectes més comuns són els puntuals (incloent-hi els topològics), de línia, de massa, el defecte de Frenkel, en el qual un ió és desplaçat des del seu lloc a la xarxa a un dels espais intersticials o entre els àtoms a la xarxa, i el defecte de Schottky, en el qual dos ions de signes oposats deixen la xarxa.
Els tipus i les estructures dels defectes poden tenir un efecte profund sobre les propietats dels materials.

## Simetria dels vidres
La classificació principal dels vidres s'efectua d'acord amb la seva simetria. Un objecte o arranjament presenta simetria si s'hi pot fer alguna operació tal que romangui idèntic a si mateix.
Només es presenten alguns elements de simetria als vidres. Aquests són: centre de simetria, eixos secundaris, eixos ternaris, eixos quaternaris, eixos senaris, eixos d'inversió quaternaris, eixos d'inversió senaris i pla de simetria. Un vidre és invariant en relació amb un eix d'ordre Q, si el conjunt de les propietats del vidre és el mateix al llarg de dues direccions, les quals es dedueixen una de l'altra per una rotació d'un angle 2N/Q radians al voltant d'aquest eix. Per això, a conseqüència de la seva triple periodicitat, es demostra que el medi cristal·lí només pot posseir eixos d'ordre 2, 3, 4 o 6; els eixos de simetria quinaris no es troben als vidres, perquè l'angle del pentàgon, 108°, no és divisor de 360°.
Són molts els mètodes existents per determinar la simetria i l'estructura d'un vidre, en particular el goniòmetre òptic i el microscopi polaritzant i sobretot la difracció de raigs X.
Els vidres es presenten en trenta-dues combinacions d'elements de simetria puntual denominades les trenta-dues classes de vidres.

## Exemples de sòlids moleculars
Diverses classes de sòlids moleculars es poden distingir (vegeu taula de la dreta). La gran majoria dels sòlids moleculars es pot atribuir als compostos orgànics que contenen carboni i hidrogen, com ara hidrocarburs (CnHm) i diamantoides, [12] [13] molècules esfèriques que consisteixen en un nombre diferent d'àtoms de carboni, és a dir, els ful·lerens, són una altra classe important. Menys nombrosos, els sòlids moleculars, encara distintius, són halògens (per exemple Cl2) i els seus compostos amb hidrogen (HCl), així com calcògens de llum (O2) i el grup del nitrogen (N2).

## Propietats
La debilitat de les forces intermoleculars es tradueix en baixes temperatures de fusió dels sòlids moleculars. Atès que el punt de fusió característic dels metalls i els sòlids iònics és d'aproximadament de 1.000 °C, la majoria dels sòlids de fos molecular són molt per sota de 300 °C, de manera que moltes substàncies corresponents són ja sigui líquid (gel) o gasós (oxigen) a temperatura ambient. [1] Els sòlids moleculars també tenen relativament baixa densitat i duresa. Això és a causa dels elements de llum implicats i d'enllaços intermoleculars relativament llargs i, per tant, febles. A causa de la neutralitat de càrrega de les molècules constituents i de llarga distància entre si, els sòlids moleculars són aïllants elèctrics. [2]
Les tendències poden il·lustrar-se en exemples de diferents al·lòtrops del fòsfor. El fòsfor blanc, un sòlid molecular, té una densitat relativament baixa d'1,82 g/cm3 i un punt de fusió de 44,1 °C; es tracta d'un material tou que es pot tallar amb un ganivet. Quan es converteix en el fòsfor vermell covalent, la densitat va a 2.2 a 2.4 g/cm³ i el punt de fusió a 590 °C, i quan el fòsfor blanc es transforma en el (també covalent) fòsfor negre, la densitat esdevé 2,69-3,8 g/cm³ i la temperatura de fusió ~ 200 °C. Les dues formes de fòsfor vermell i negre són significativament més dures que el fòsfor blanc, [3] el fòsfor blanc és un aïllant, l'al·lòtrop negre, que consisteix en capes que s'estenen sobretot en el vidre, no condueix l'electricitat. [4] [5]
La conductivitat de sòlids moleculars es pot il·lustrar en exemple de ful·lerè. El seu sòlid és un aïllant, perquè tots els electrons de valència dels àtoms de carboni estan implicats en els enllaços covalents dins de les molècules de carboni individuals. No obstant això, la inserció (intercalació) d'àtoms de metall alcalí entre les molècules de ful·lerè proporciona electrons addicionals, que poden ser ionitzats fàcilment dels àtoms de metall i fan material conductor i fins i tot superconductors. [6]

## Polimorfisme i al·lotropia
El mateix grup d'àtoms sovint es pot solidificar de moltes maneres diferents. El polimorfisme és la capacitat d'un sòlid d'existir en més d'una forma de vidre. Per exemple, el gel d'aigua normalment es troba en forma de gel Ih hexagonal, però també pot existir com gel Ic cúbic, el gel II romboèdric, i moltes altres formes. Els diferents polimorfs generalment s'anomenen fases diferents.
A més, els mateixos àtoms poden ser capaços de formar fases. Per exemple, l'aigua també pot formar gel amorf, mentre que SiO2 pot formar tant sílice fosa (un vidre amorf) com quars (un vidre). Així mateix, si una substància pot formar vidres, també pot formar policristalls.
Per a elements químics purs, el polimorfisme es coneix com l'al·lotropia. Per exemple, diamant i grafit són dues formes cristal·lines de carboni, mentre que el carboni amorf és una forma no cristal·lina. Els polimorfs, tot i tenir els mateixos àtoms, poden tenir propietats molt diferents. Per exemple, el diamant es troba entre les substàncies més dures que es coneixen, mentre que el grafit és tan tou que s'usa com a lubricant.
El poliamorfisme és un fenomen similar en què els mateixos àtoms poden existir en més d'una forma de sòlid amorf.

## Galeria

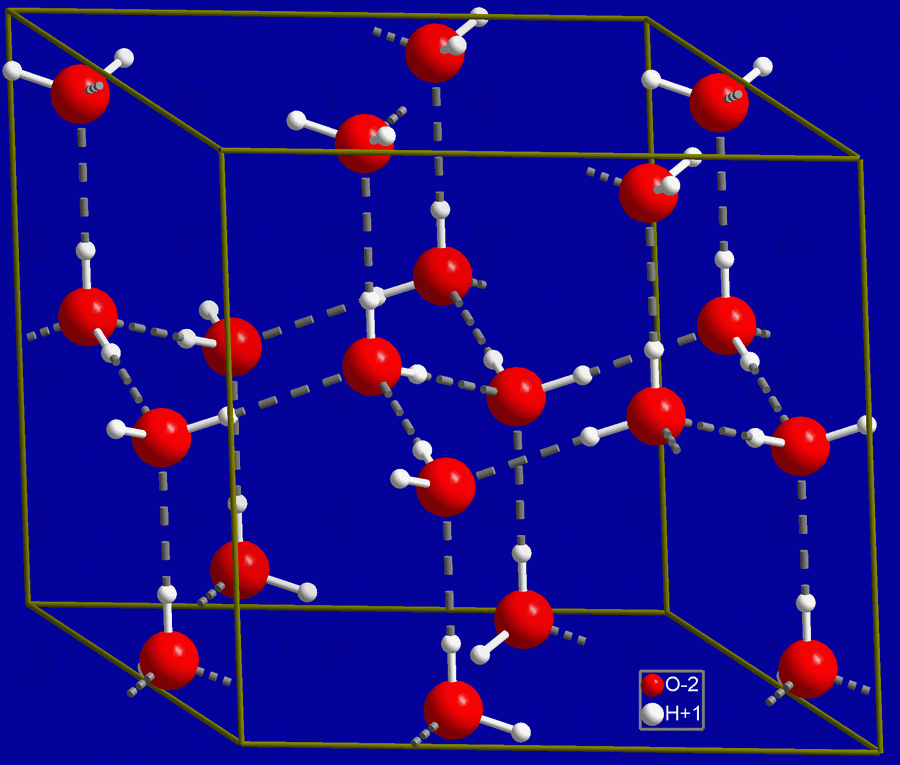
L'estructura cristal·lina del gel hexagonal. Les línies discontínues grises indiquen els enllaços d'hidrogen
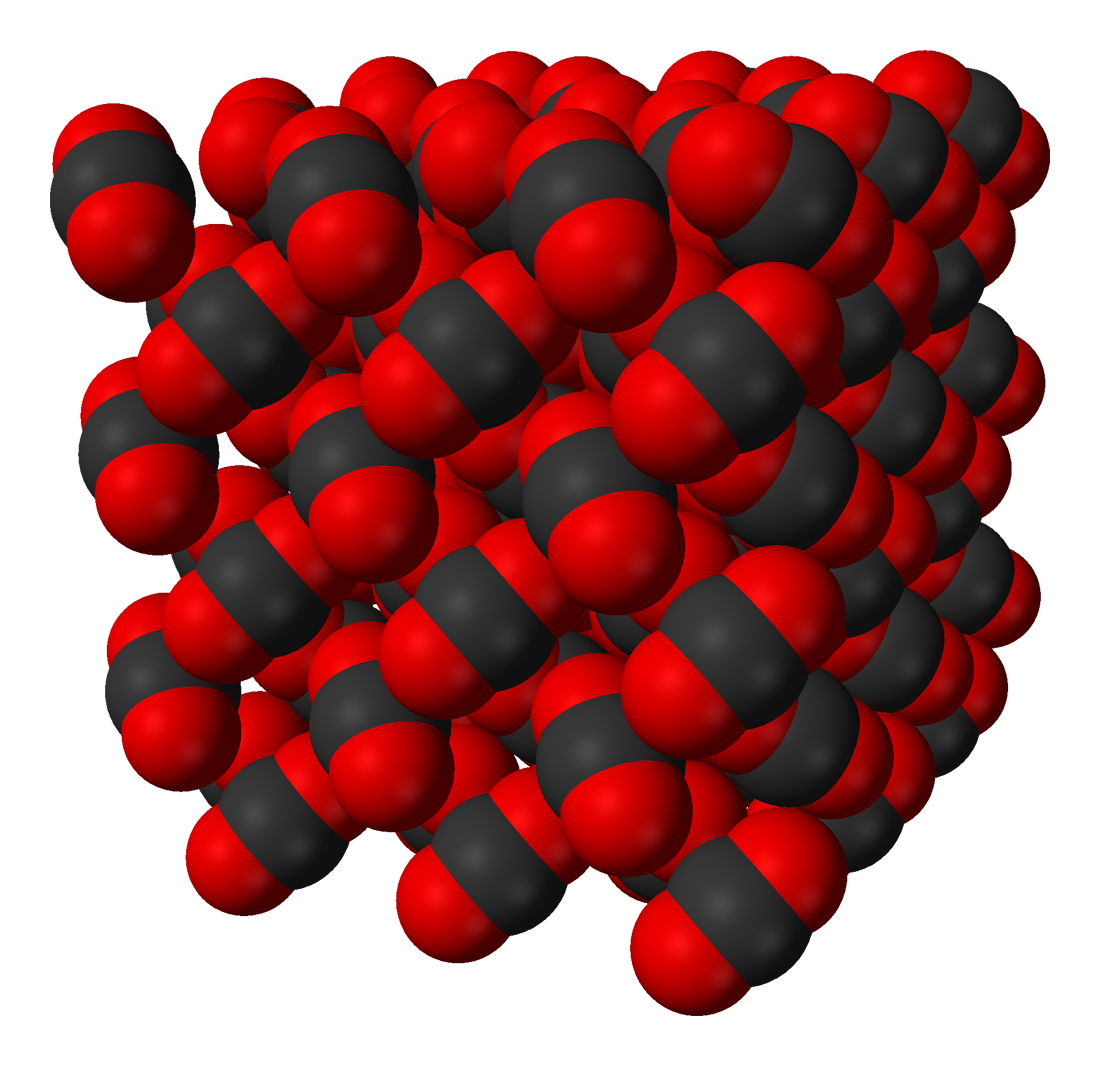
La cel·la unitària de sòlids [diòxid de carboni], un sòlid que conté CO₂ molecular
Model de la molècula de sacarosa
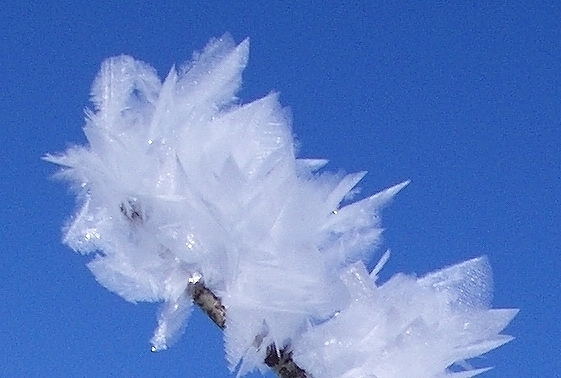
Gel
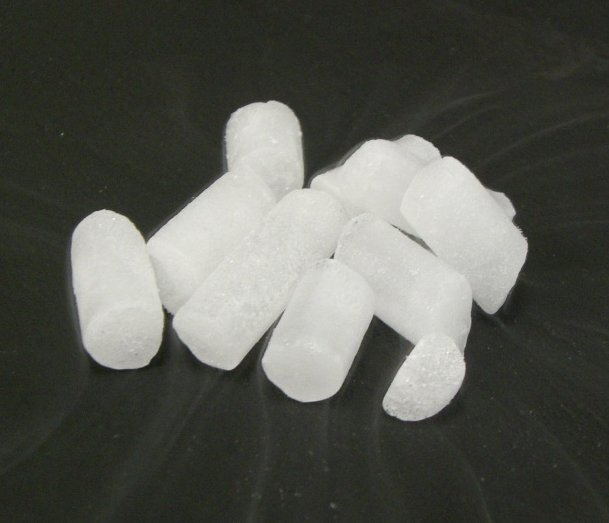
Petites boletes de sublimació del gel sec en l'aire
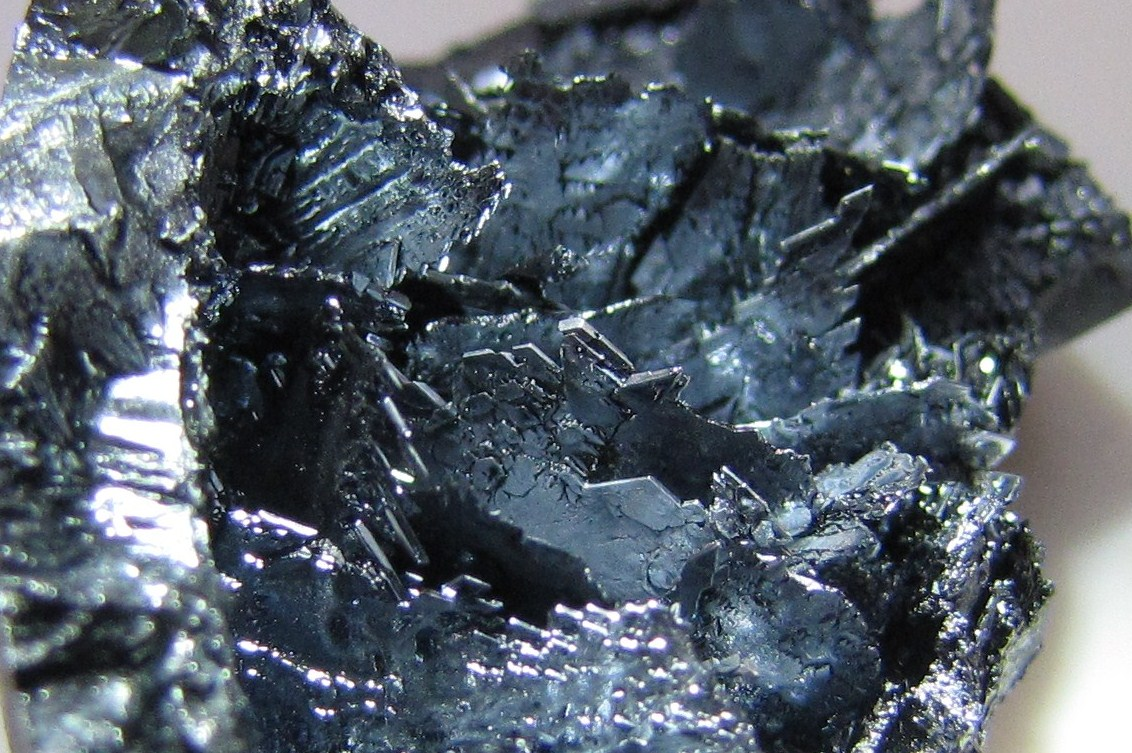
Iode cristal·lí
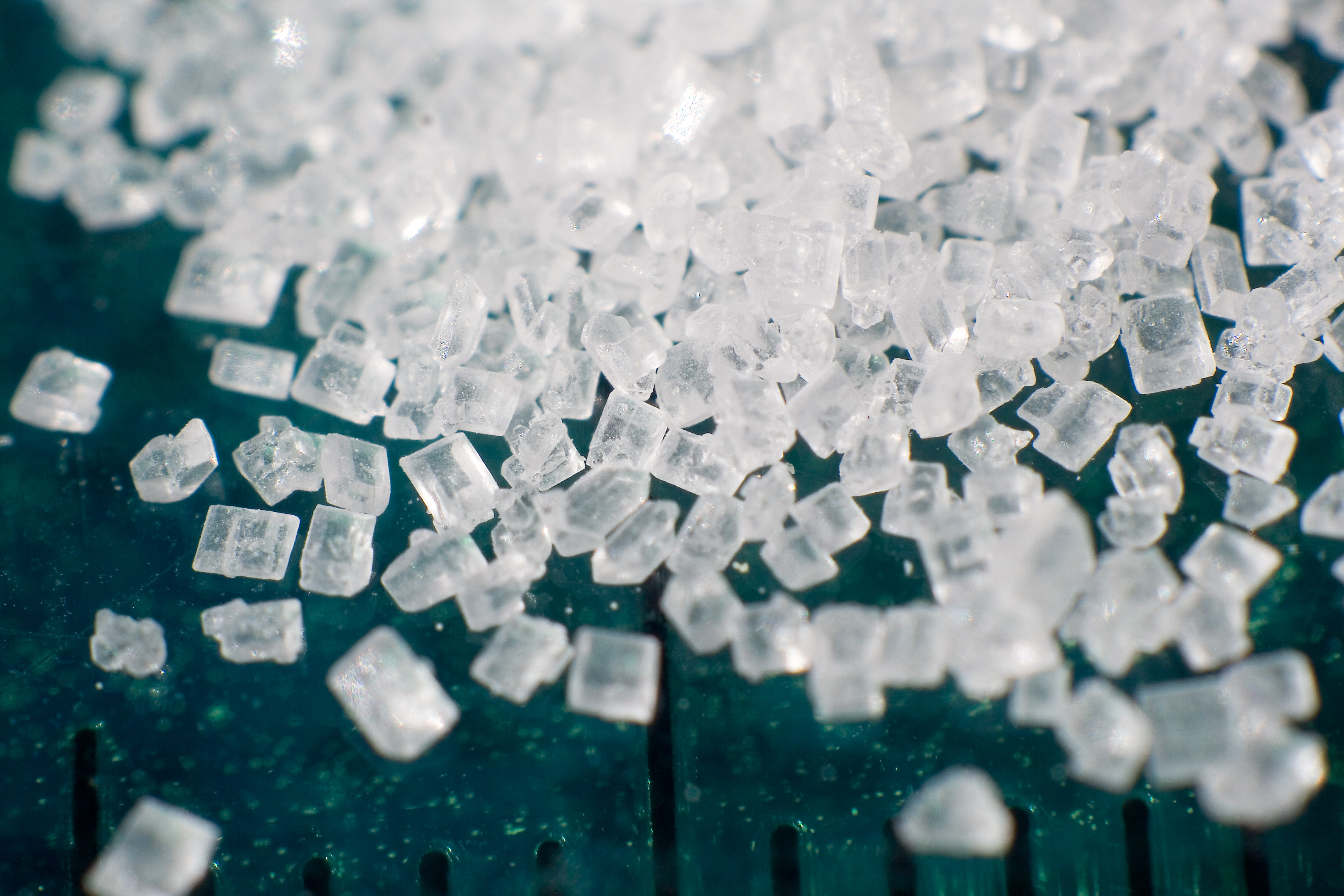
Cristalls [sacarosa]
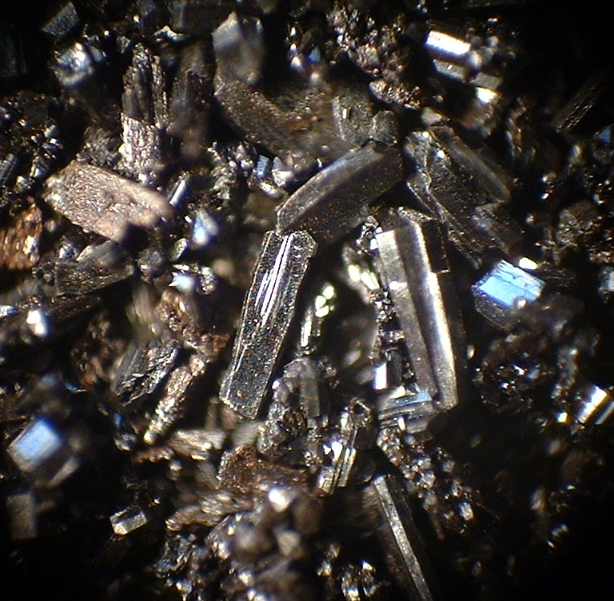
Cristalls de ful·lerè